# Money for Nothing (албум)
Money for Nothing е сборен албум на рок групата от Източна Англия Dire Straits. Издаден е през 1988 г.

## Списък на песните
Песните са написани от Марк Нопфър, освен изрично отбелязаните.
1. „Sultans of Swing“ – 5:46 (от албума Dire Straits)
2. „Down to the Waterline“ – 4:01 (от албума Dire Straits)
3. „Portobello Belle—Live“ – 4:33
4. „Twisting by the Pool (Remix)“ – 3:30 (преди издаван като сингъл)
5. „Tunnel of Love“ – 8:10 (Интрото е на Роджърс и Хамърстайн, от албума Making Movies)
6. „Romeo and Juliet“ – 5:56 (от албума Making Movies)
7. „Where Do You Think You're Going?“ – 3:30 (неиздавана преди, оригинален микс в албума Comunique)
8. „Walk of Life“ – 4:08 (от албума Brothers in Arms)
9. „Private Investigations“ – 5:51 (от албума Love Over Gold)
10. „Telegraph Road—Live (Remix)“ – 11:58 (неиздаван преди, оригинален микс от албума Alchemy)
11. „Money for Nothing“ (Марк Нопфър, Стинг) – 4:06
12. „Brothers in Arms“ – 4:49